# Kapitaal en Arbeid in Nederland

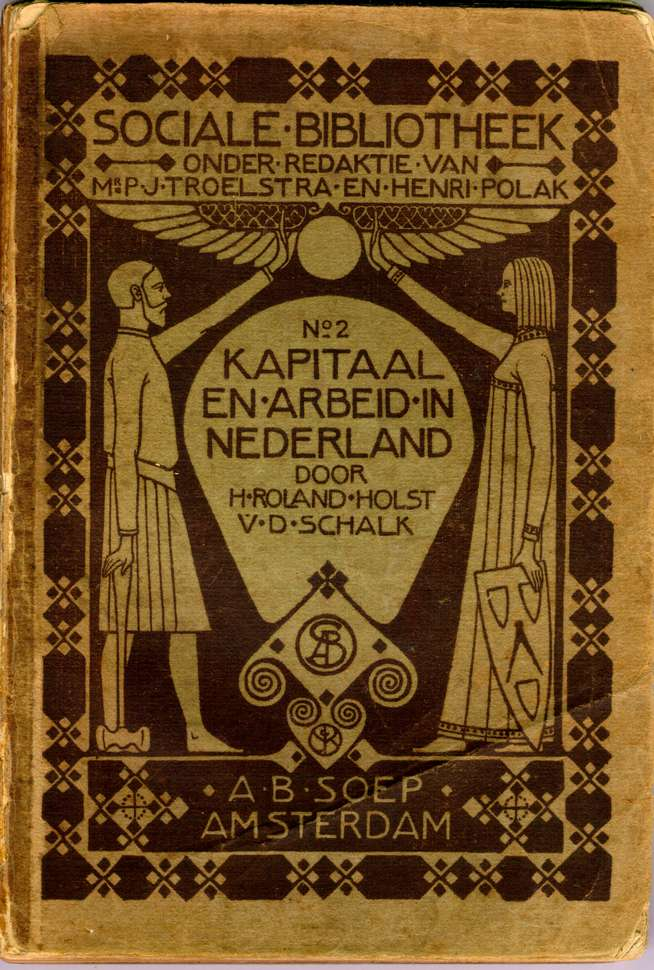
omslag van de eerste druk van Kapitaal en Arbeid in Nederland

Kapitaal en Arbeid in Nederland: bijdrage tot de economische geschiedenis der 19de eeuw is een boek van Henriette Roland Holst. Het eerste deel verscheen in 1902. Het tweede in 1932. Het werd lange tijd in linkse kring beschouwd als standaardwerk over de geschiedenis van de kapitalistische ontwikkeling in Nederland in de 19e en de eerste vijfentwintig jaren van de twintigste eeuw, en van de ontwikkeling van de arbeidersbeweging in die periode. In de zeventiger jaren van de twintigste eeuw verschenen verschillende herdrukken.

## De schrijfster: Henriette Roland Holst
Henriette van der Schalk (1869 – 1952) was afkomstig uit een welgesteld milieu. Haar vader was notaris en in haar jonge jaren wil ze maar één ding: dichteres worden. In 1896 verschenen haar Sonnetten en verzen in terzinen geschreven. In datzelfde jaar trouwde ze met Richard Roland Holst. Henriette Roland Holst (HRH) “was onafhankelijk en had geen ambities na te jagen, zij behoefde geen carrière te maken, noch ambieerde zij eene politieke loopbaan. Zij was vrij en kon zich ontplooien naar haar aard”. Haar keuze voor het socialisme, onder invloed van o.a. P.L. Tak en William Morris, was opmerkelijk. Enthousiast wierp ze zich, op advies van Herman Gorter, op de studie van Het Kapitaal van Karl Marx.
In 1897 trad ze toe tot de Sociaal Democratische Arbeiders Partij (SDAP), die enkele jaren daarvoor - in 1894 - was opgericht.

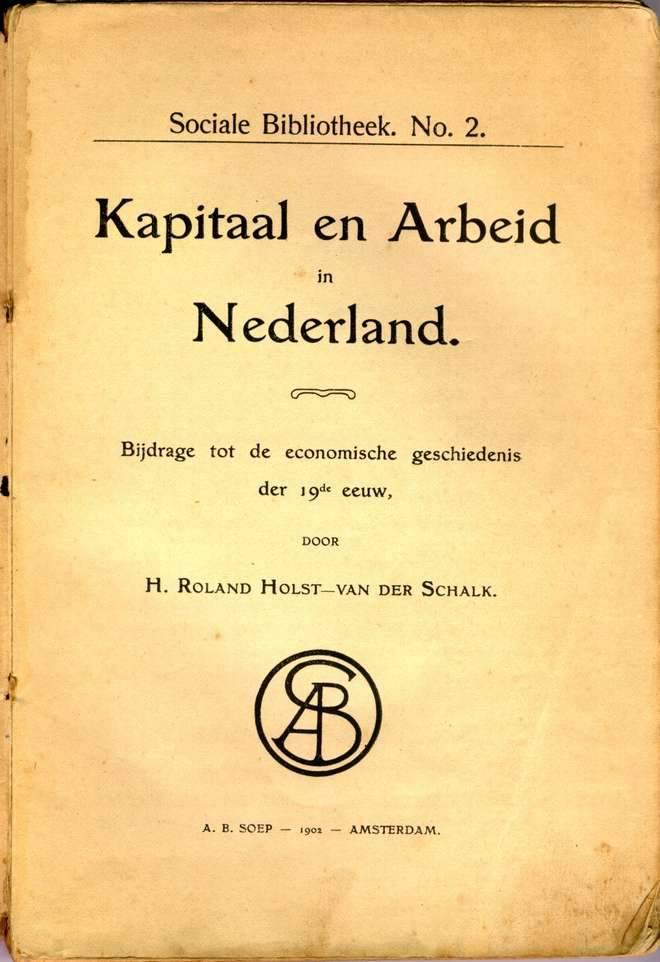
titelpagina van de eerste druk

## De publicatie van de eerste editie vanKapitaal en Arbeid in Nederland
In 1902 verscheen Kapitaal en Arbeid in Nederland : Bijdrage tot de economische geschiedenis der 19e eeuw bij uitg. A.B. Soep te Amsterdam, als tweede boek in de “Sociale Bibliotheek”, die onder redactie van Pieter Jelles Troelstra en Henri Polak stond. Het was de eerste studie op sociaal-economisch gebied van Henriette Roland Holst. Dertig jaar later zou zijzelf deze uitgave karakteriseren als “eene met de geestdrift der jeugd ondernomen poging, om het historisch materialisme, dat ik toen sedert eenige jaren bestudeerde, zelfstandig toe te passen”. Zij zou er toen ook een tweede deel aan toevoegen, over de ontwikkelingen in de eerste 25 jaar van de twintigste eeuw.

## Inhoud van het eerste deel
Het eerste deel geeft een overzicht van de ondergang van de oude Nederlandse Republiek en van de kapitalistische ontwikkeling van Nederland van 1815 tot 1870: “Wij zijn sedert de helft der achttiende eeuw, een land geweest eerst van verval, daarna van stilstand, daarna van abnormaal-langzame, gebrekkige ontwikkeling”. Na 1870 raakt Nederland langzaam in de greep van het moderne industriële en handelskapitalisme.
Behalve economische geschiedschrijving probeert HRH uitdrukkelijk de bijzondere kenmerken van de Nederlandse arbeidersbeweging te verklaren uit de sociaal-economische omstandigheden.
De arbeidersklasse blijft, vergeleken met andere (kleine) landen, “een wicht met ziekelijken aanleg”. Zij is lang in “fysieke en geestelijke ontaarding” weggekwijnd.

## De ontvangst van het eerste deel
Troelstra, de voorman van de SDAP, beschrijft in zijn Gedenkschriften met hoeveel enthousiasme de “wetenschappelijke propaganda” van HRH door hem en de partij werd ontvangen. 

Het eerste deel van Kapitaal en Arbeid in Nederland werd o.a. gerecenseerd door Frank van der Goes in De Kroniek van 10 jan. 1903. Hij noemt het een “groot werk”. 

Een “harde, zakelijke maar toch sympathieke kritiek” werd geschreven door Albert Verwey in
het tijdschrift De XXe Eeuw van februari 1903.

## De derde druk van het eerste deel
Nadat in 1903 een ongewijzigde tweede druk verscheen, en kort daarna een (ongewijzigde) titeluitgave bij de uitgeverij H.A. Wakker & Co te Rotterdam, verscheen in 1909 een “3e herziene en uitgebreide druk”. De uitbreiding betrof 22 pagina's. De belangrijkste verbeteringen hadden betrekking op de klassenstrijd van de bourgeoisie in de jaren 1830 – 1848. Het hoofdstuk De kapitalistische ontwikkeling van 1815 tot 1870 uit de eerste druk werd vervangen door twee nieuwe hoofdstukken: Het tijdvak 1815 – 1848 en De klassenstrijd en de overwinning der bourgeoisie. Ook verwerkte HRH de kritiek van Verwey in het hoofdstuk dat eerst Maatschappelijke Resultaten heette, maar nu De maatschappelijke en geestelijke beweging werd genoemd. In het nieuwe hoofdstuk behandelde ze Potgieter en Multatuli uitgebreider.

## Het tweede deel
In de periode 1925 – 1926 werkte HRH aan een tweede deel van Kapitaal en Arbeid in Nederland. Delen van dit werk werden gepubliceerd in de brochure De ontwikkeling van het Nederlandsche kapitalisme in de laatste kwart-eeuw, die door het NAS eind 1926 werd uitgegeven. Maar het kwam op dat moment niet tot een publicatie van het tweede deel. De belangrijkste reden daarvoor was dat HRH rond deze tijd, om precies te zijn in 1927, na een aantal jaren lid te zijn geweest van de CPN, tot het religieus socialisme komt. Aanleiding vormde de verbanning van Trotski uit de Sovjet-Unie. HRH had Trotski voor het eerst ontmoet in 1907 en zich steeds met hem verbonden gevoeld. In De geestelijke ommekeer en de nieuwe taak van het socialisme uit 1931 verklaart ze dat “een socialisme, dat de “materieële”, dat is de economische, grondslag van de maatschappij, als de eenige maatschappelijke werkelijkheid beschouwt, bij de ontwikkeling der wetenschap ten achter” blijft. “Zulk een socialisme is heden verouderd”. 

Een andere factor die er toe leidde dat de publicatie van het tweede deel van Kapitaal en Arbeid in Nederland pas in 1932 verscheen, vormde de slechte gezondheid van de schrijfster.
Bij het schrijven van de eerste concepten van het tweede deel had HRH veel hulp gehad van Jacq. Engels. Ook bij het persklaar maken van het tweede deel leverde deze een belangrijke bijdrage.
De uitgave van Kapitaal en Arbeid in Nederland van 1932 (bij W.L. & J. Brusse's Uitgeversmaatschappij te Rotterdam – de “vierde verbeterde en met een tweede deel vermeerderde druk”) omvatte zowel het oude eerste deel als het nieuwe tweede deel.
Ondanks de ingrijpende politieke heroriëntatie van de schrijfster bleef de nieuwe uitgave nog sterk op een “naar marxistischen trant gebouwd schema” berusten, terwijl haar nieuwe opvattingen en denkwijze slechts “tot op zekere hoogte” in het werk doordrongen.
Het eerste deel was nagenoeg gelijk aan de derde druk uit 1909.
De vierde druk van 1932 bevatte behalve het nieuwe tweede deel ook een literatuuropgave, een lijst met vreemde woorden en een register.

## Latere herdrukken
Toen HRH in 1947 een eredoctoraat kreeg aangeboden aan de Gemeente Universiteit van Amsterdam, noemde Jan Romein haar boek uit 1902 “een meesterwerk, in opzet en van uitvoering”. Ondanks deze lof werd het slechts in kleine kring gebruikt. Het zou tot de zeventiger jaren (van de 20e eeuw) duren, voordat de studentenbeweging het boek herontdekte en het tot heruitgaven kwam bij de Socialistische Uitgeverij Nijmegen.

## Overzicht van de verschenen edities vanKapitaal en Arbeid in Nederland
- 1902: Eerste editie in Sociale Bibliotheek bij Uitg. A.B. Soep, Amsterdam. 212 pgs.
- 1903: Ongewijzigde tweede druk; hiervan is in 1903, 1904 of 1905 een titeluitgave verschenen bij H.A. Wakker & Co. te Rotterdam.
- 1909: Derde herziene en uitgebreide druk (met 22 pagina's meer dan de vorige drukken).
- 1926: publicatie van de brochure De ontwikkeling van het Nederlandsche kapitalisme in de laatste kwarteeuw. Deze publicatie kan worden beschouwd als voorloper van het tweede deel van Kapitaal en arbeid in Nederland.
- 1932: Vierde verbeterde en met een tweede deel vermeerderde druk. W.L. & J. Brusse's Uitgeversmaatschappij N.V. , Rotterdam. Het eerste deel (239 pgs.) stemt grotendeels overeen met de derde druk. Het tweede deel (260 pgs.) behandelt het eerste kwart van de 20e eeuw. In deze editie zijn tevens opgenomen: een Slotbeschouwing, een Literatuuropgaaf, een Verklaring van vreemde woorden en een Register (totaal 62 pgs.).
- 1971: herdruk van de eerste druk als SUN-reprint nr. 1; Uitg. SUN, Nijmegen (in twee oplagen)
- 1971: herdruk van het tweede deel van de vierde druk als SUN-reprint nr. 3; Uitg. SUN, Nijmegen
- Van de beide afzonderlijke delen verschenen in 1973, 1974 en 1975 bijdrukken.
- 1977: Reprint in één band van de gehele vierde druk (dus zowel van het eerste als het tweede deel); waarin opgenomen: de Inleiding bij de eerste druk, de Voorrede bij de derde druk en een bibliografische aantekening door Bob Reinalda. Uitg. SUN, Nijmegen. ISBN 90 6168 500 1. Deze editie is online beschikbaar in de Digitale bibliotheek voor de Nederlandse letteren (dbnl).

## Voetnoten
1. ↑  Proost 1937, p. 13
2. ↑  Etty 1996, p. 75
3. ↑  Roland Holst 1932, p. XXI
4. ↑  Roland Holst 1902, p. 9
5. ↑  Roland Holst 1902, p. 9/10
6. ↑  Reinalda 1976, p. 230/1. Reinalda biedt als bijlage bij zijn artikel een tabel met de voornaamste verschillen tussen de 1e en 3e druk van Kapitaal en Arbeid in Nederland
7. ↑  Roland Holst 1932, p. XXXII check
8. ↑  De verschillen tussen het nieuwe eerste deel en de uitgave van 1909 zijn door Reinalda 1976 samengevat in een tabelletje op p. 238